# Brachymenium domingense
Brachymenium domingense är en bladmossart som beskrevs av Richard Henry Zander 1993. Brachymenium domingense ingår i släktet Brachymenium och familjen Bryaceae. Inga underarter finns listade i Catalogue of Life.